# Lebensrechtsbewegung
Die Lebensrechtsbewegung (auch Pro-Life, Lebensschutzbewegung, Abtreibungsgegner) ist eine soziale Bewegung, die Anfang der 1970er Jahre zunächst in den USA entstanden ist und sich primär gegen Schwangerschaftsabbrüche richtet. Seit den 1990er Jahren setzt sie sich auch gegen Praktiken der Sterbehilfe, des Klonens, der Pränataldiagnostik und manche Gebiete der Biotechnologie, wie etwa verbrauchende Stammzellforschung und verbrauchende Embryonenforschung, ein. Die gegensätzliche soziale Bewegung zum Thema Schwangerschaftsabbruch heißt Pro-Choice.

## Begriff
Der Begriff „Pro-life“ wurde laut dem Oxford English Dictionary sowie dem Merriam-Webster’s Dictionary erstmals im Jahr 1971 verwendet. In dem heute üblichen Sinne, das heißt als Bezeichnung für die Ablehnung von Schwangerschaftsabbrüchen, wurde der Begriff allerdings erst am 18. Januar 1976 in einem Artikel der New York Times erwähnt.
Im deutschsprachigen Raum ist die Selbstbezeichnung von Gruppen, die sich gegen Schwangerschaftsabbrüche organisiert haben, „Lebensrechter“ oder „Lebensschützer“. Nachdem 1991 das von Barbara Ritter, Mechthild Bock und Renate Wilke herausgegebene Buch Vorsicht „Lebensschützer“: Die Macht der organisierten Abtreibungsgegner erschienen war, wurde die Bezeichnung „Lebensschützer“ von den Aktivisten als diskriminierend empfunden, so dass sie zeitweise auf den amerikanischen Begriff für die Bewegung Pro-Life zurückgriffen.

## Geschichte

### 1960er Jahre
Ab Mitte der 1960er Jahre begann in den industrialisierten Ländern des Westens ein historischer Wandel: Die ersten Antibabypillen kamen auf den Markt, etwa zur gleichen Zeit begann die so genannte sexuelle Revolution. Parallel dazu formierte sich die neue Frauenbewegung, die die Selbstbestimmung von Frauen über ihre Schwangerschaften forderte. In der BRD wurde so die Reform des § 218 StGB öffentlichkeitswirksam diskutiert.
Nachdem bereits zuvor in einigen europäischen Staaten der Schwangerschaftsabbruch in unterschiedlichem Umfang zugelassen worden war, schlug in den Vereinigten Staaten das American Law Institute 1962 eine Lockerung der entsprechenden Gesetzgebung vor. Dem schlossen sich im Laufe des Jahrzehnts weitere gesellschaftliche Gruppen an. Ab 1967 änderten im Zuge dessen immer mehr US-Bundesstaaten ihre Gesetze. 1967 entstand auch die erste amerikanische Lebensrechts-Organisation, die Virginia Society for Human Life, und 1968 mit dem National Right to Life Committee (NRLC) die älteste USA-weite Organisation dieser Art. 1968 wurde die Gesetzgebung zum Schwangerschaftsabbruch im Vereinigten Königreich reformiert.

### 1970er Jahre
1973 erließ der Oberste Gerichtshof der Vereinigten Staaten die Entscheidung im Fall Roe v. Wade, die aus der Verfassung ein nicht ausdrücklich genanntes Recht auf Privatsphäre ableitet, das Recht auf Schwangerschaftsabbruch einschlösse. Damit wurde der Abbruch auch in den 31 US-Bundesstaaten legal, in denen kein entsprechender Parlamentsbeschluss ergangen war. Im Gefolge dieser Entscheidung kam es zur Gründung zahlreicher Pro-Life-Organisationen. 1978 formierte sich die American Life League.
1972 wurde in der DDR mit dem Gesetz über die Unterbrechung der Schwangerschaft die Fristenregelung beim Schwangerschaftsabbruch eingeführt. Ein entsprechender Versuch des Gesetzgebers in der Bundesrepublik Deutschland scheiterte 1975 an einem Urteil des Bundesverfassungsgerichts, woraufhin 1976 eine Neufassung des § 218 StGB, nämlich die Indikationslösung, in Kraft trat.
Die ersten Lebensrechtsgruppen in den frühen 1970er Jahren in der Bundesrepublik Deutschland entstanden als Reaktion auf das Vorhaben zur Legalisierung von Schwangerschaftsabbrüchen und die öffentliche Diskussion um eine Reform des § 218. Sie gründeten sich explizit als Antagonistinnen zur Zweiten Frauenbewegung und anderen emanzipatorischen Bewegungen. 1974 gründete eine Gruppe von Studenten die Aktion Lebensrecht für Alle (ALfA). Als weitere Organisation folgte die christliche Bewegung für das Leben/Aktion Leben e. V., 1979 gegründet in Absteinach/Odenwald, die zusammen mit der Europäischen Ärzteaktion und weiteren kleineren Gruppen den reaktionären Flügel der Bewegung bildete und für ihr aggressives Auftreten bei so genannten Sühnemärschen und Demonstrationen bekannt war. Auf Flugblättern und in der Zeitschrift Christ und Welt wurden Schwangerschaftsabbrüche mit dem Holocaust verglichen und die Fristenlösung mit der Endlösung gleichgesetzt. Moderatere Gruppen der Lebensrechtsbewegung lehnten die Zusammenarbeit mit diesen Gruppen ab. Differenzen zwischen den einzelnen Gruppen betreffen jedoch nicht die Frage, was man politisch erreichen will, sondern Fragen der Strategie und des Images in der Öffentlichkeit.
In Österreich wurde 1975 eine Fristenregelung eingeführt, dort trat als erste größere Lebensrechtsorganisation die hauptsächlich im sozialen Bereich tätige Aktion Leben Österreich auf den Plan. Die Schweizer Vereinigung Ja zum Leben entstand 1972 zur Bekämpfung der 1971 lancierten Eidgenössischen Volksinitiative für straflose Schwangerschaftsunterbrechung.

### 1980er Jahre
Mitte der 1980er Jahre gründeten sich mehrere deutsche Lebensrechtsorganisationen, so 1984 die Juristen-Vereinigung Lebensrecht e. V., zu der etwa Rainer Beckmann gehört, mit ihrer Zeitschrift für Lebensrecht. 1985 wurden die Christdemokraten für das Leben durch Parteimitglieder der CDU/CSU gegründet.
In den 1980er Jahren versuchten deutsche Lebensrechtler eine Verschärfung des § 218 herbeizuführen, da eine soziale Indikation ihrer Meinung nach faktisch der vom Bundesverfassungsgericht als verfassungswidrig erklärten Fristenregelung gleichkäme. Außerdem klagten sie erfolglos gegen die Kostenübernahme von Schwangerschaftsabbrüchen durch Krankenkassen, die in 90 Prozent aller Schwangerschaftsabbrüche die Kosten übernehmen.
Ebenfalls 1985 kam in der Schweiz die Initiative „Recht auf Leben“ zur Abstimmung, die den Grundsatz „Das Leben des Menschen beginnt mit dessen Zeugung und endet mit seinem natürlichen Tode“ in der Verfassung verankern wollte. Die Verfassungsänderung wurde vom Schweizer Stimmvolk mit 70-prozentiger Mehrheit abgelehnt.

### 1990er Jahre
In den 1990er Jahren waren die Lebensrechtsgruppen in den USA zu einer Bewegung mit Millionen von Anhängern angewachsen und übten einen erheblichen gesellschaftlichen Einfluss aus. Im Gegensatz zu den Verhältnissen in Europa spielt in den USA die politische Lobby-Arbeit der Lebensrechtsbewegung (Pro-Life) wie auch der Befürworter eines freien Schwangerschaftsabbruchs (Pro-Choice) eine ganz erhebliche Rolle im öffentlichen Meinungsbild.
In den Neuen Bundesländern schlossen sich ab 1990 mehr 40 kleinere Lebensschutzgruppen und -initiativen zu dem Dachverband Kaleb zusammen, der ein christliches Selbstverständnis der Lebensrechtsbewegung formuliert und mittlerweile bundesweit organisiert ist und unter anderem mit Beratungsstellen für schwangere Mädchen und Frauen mittlerweile bundesweit agiert.
1995 wurde in Deutschland die Indikationslösung durch eine Fristenregelung bei vorgeschriebener Beratung ersetzt. Die Auseinandersetzung der deutschen Lebensrechtsgruppen mit den regionalen Kirchen um den Beratungsschein spitzte sich zu. Viele Lebensrechtsgruppen wandten sich gegen den von der katholischen Kirche und den meisten evangelischen Kirchen in ihren Beratungsstellen ausgestellten Beratungsschein, der gesetzlich ab dem 1. August 1995 einzige Voraussetzung für einen straffreien Schwangerschaftsabbruch war, da sie darin eine Mitwirkung der Kirchen an Schwangerschaftsabbrüchen sahen. 1999 ordnete der Papst an, in katholischen Beratungsstellen keinen solchen Beratungsschein mehr auszustellen.
Die seit 2001 legalisierte Duldung der Sterbehilfe in den Niederlanden, in Belgien, in Oregon, Kolumbien und Teilen Australiens wurde zu einem zentralen Thema der Lebensrechtsbewegung, die sich strikt gegen die aktive Sterbehilfe wendet. Auch bioethische Themen (Hirntoddiskussion, Bioethikkonvention, ärztlich assistierte Fortpflanzung) gewannen in der Lebensrechtsbewegung immer mehr an Bedeutung.

### 2000er Jahre
Im Zusammenhang mit den Klonversuchen an Tieren (z. B. dem geklonten Schaf Dolly) setzte sich die Lebensrechtsbewegung gegen das reproduktive sowie therapeutische Klonen ein. Weitere bioethische Themen kamen hinzu, beispielsweise Forschung und Eingriffe am menschlichen Erbgut oder Forschung an und mit embryonalen Stammzellen.
Im November 2000 reichten die Schweizer Lebensrechtsorganisationen die Volksinitiative „für Mutter und Kind – für den Schutz des ungeborenen Kindes und für die Hilfe an seine Mutter in Not“ ein, die 2002 gleichzeitig mit einem von Lebensrechtsorganisationen und der Christlichdemokratischen Volkspartei eingereichten Referendum gegen die 2001 vom Parlament beschlossene Revision der Artikel 118–121 des Strafgesetzbuches (Fristenregelung) zur Abstimmung kam. Die Fristenregelung wurde 2002 in der Volksabstimmung mit 72,2 Prozent der Stimmen angenommen, die Initiative mit 81,8 Prozent abgelehnt.
Im Februar 2007 unterlag die Lebensrechtsbewegung beim Volksreferendum in Portugal, das mit rund 60 Prozent die Fristenregelung zum Schwangerschaftsabbruch bestätigte. 2009 kämpfte die Lebensrechtsbewegung in Spanien gegen einen Gesetzentwurf der spanischen Regierung zur Liberalisierung des spanischen Abtreibungsrechts und beteiligte sich an großen Demonstrationen, so an einer Kundgebung im Oktober 2009 in Madrid mit etwa 1,5 Millionen Teilnehmern.

### Seit 2010
In Deutschland hob das Bundesverfassungsgericht im Juni 2010 in einem Einzelfall ein Unterlassungsurteil gegen öffentlichen Protest vor Abtreibungspraxen mit dem Verweis auf das Grundrecht der freien Meinungsäußerung auf, wies allerdings einschränkend darauf hin, dass bestimmte Protestaktionen durchaus auch verboten werden könnten, wenn etwa Patientinnen auf dem Weg in die Arztpraxis einem „Spießrutenlauf“ ausgesetzt würden, da das Grundgesetz zwar die freie Meinungsäußerung schütze, nicht aber Aktionen, die anderen eine Meinung aufdrängen sollen. Im September 2011 wurde in Liechtenstein in einer Volksabstimmung ein Antrag auf Legalisierung von Schwangerschaftsabbrüchen innerhalb der ersten zwölf Wochen abgelehnt.

## Weltanschaulicher und philosophischer Hintergrund
Insgesamt ist die Lebensrechtsbewegung heterogen, so dass eine eindeutige soziologische Zuordnung nicht möglich ist.
Innerhalb des Katholizismus, aber auch innerhalb des Protestantismus wird die Idee des Lebensschutzes intensiv vertreten. Dabei verstehen sich manche Organisationen als konfessionsübergreifend, andere als explizit protestantisch oder katholisch. So sind etwa in den USA christliche Gruppen in der Pro-Life-Bewegung besonders stark engagiert. Daneben gibt es aber auch andere Organisationen, die einen eher liberalen oder links-progressiven Hintergrund haben, oder sich selbst als feministisch bezeichnen.
Die Idee des Lebensschutzes wird teilweise religiös begründet, indem man sich etwa auf das christliche Menschenbild beruft. US-amerikanische Lebensrechtsaktivisten stützen sich auf christliche Theologie und religiöse Metaphern sowie deontologische Ethik. Außerdem greifen Lebensrechtsaktivisten auf aufklärerische Traditionen oder andere philosophische Theorien zurück. Häufig wird auf das beispielsweise von Immanuel Kant formulierte Argument verwiesen, wonach die Würde des Menschen gerade darin bestehe, niemals „Mittel zum Zweck“, also letztlich Objekt anderer, sondern immer „Selbstzweck“ zu sein. Lebensrechtler argumentieren, die Ablehnung aller Schwangerschaftsabbrüche stehe auch in der Folge „abendländischer Werte“. Um ihren Anspruch auf umfassende Veränderung der Gesellschaft in ihrem Sinne zu begründen, stellt sich die Lebensrechtsbewegung als legitime Vertreterin unterschiedlicher moralischer Traditionen dar.
Nicht alle Lebensrechtsaktivisten erkennen wiederum jegliches Leben als schützenswert an. Backhouse und Flanery (1992), Lippy (2006) und Ford (1994) zufolge lehnten Lebensschützer zwar Schwangerschaftsabbrüche ab, manche befürworteten aber gleichzeitig die Todesstrafe. Einer US-amerikanischen Umfrage aus dem Jahr 2011 zufolge unterstützen 70 % der Republikaner und 85 % der Anhänger der Tea-Party-Bewegung, die sich als „pro-life“ identifizieren, die Todesstrafe.
Als Beginn des individuellen menschlichen Lebens wird die Befruchtung, also die Verschmelzung von Ei- und Samenzelle, angesehen, gleichgültig ob sie im Körper der Frau (in vivo) oder im Reagenzglas (in vitro) stattfindet. Begründet wird dies in der Regel mit den Argumenten Potentialität, Identität und Kontinuität: bereits ein Embryo besitze die Potenz, zu einem vollständigen Menschen heranzuwachsen, er sei identisch mit der Person, die er später und zeitlebens sein werde, und seine Entwicklung verlaufe kontinuierlich ohne wesensverändernde Einschnitte.
Ein Abbruch der Schwangerschaft, die Verhinderung der Einnistung (Nidation) der befruchteten Eizelle oder auch die Zerstörung eines Embryos in vitro zu Forschungs- oder Therapiezwecken wird nach Auffassung der Lebensrechtsbewegung als Tötung eines Menschen in einem frühen Stadium seiner Entwicklung angesehen und könne deshalb nicht mit dem Hinweis auf andere Wünsche (wie etwa dem der Frau nach Selbstbestimmung oder den eines kranken Menschen nach Gesundheit) gerechtfertigt werden. Auch Verhütungsmittel, die nicht die Befruchtung, sondern die Einnistung einer befruchteten Eizelle in der Gebärmutter verhindern, werden aus diesem Grunde abgelehnt.
Der Protest der Lebensrechtsgruppen richtet sich gegen alle von ihnen als wider die Natur oder Gottgegebenheit verstandenen Eingriffe am Anfang und am Ende des Lebens.
Einige Lebensrechts-Organisationen stützen ihre ablehnende Haltung gegen Schwangerschaftsabbrüche auf völkerrechtliche Definitionen der Menschenwürde. So sprechen maßgebliche UN-Konventionen im englischen Originaltext von inhärentem Recht (engl.: inherent right) auf Leben und nicht wie in der jeweils deutschen Übersetzung von angeborenem Recht. Da die deutschen Übersetzungen nicht als gültiges Völkerrecht deklariert werden, ist diese Argumentation in sich schlüssig.

## Themen der Lebensrechtsbewegung

### Schwangerschaftsabbruch
Nach Ansicht der meisten Lebensrechtsorganisationen soll der Schutz des vorgeburtlichen Lebens nicht nur mit Hilfe sozialer Maßnahmen, etwa durch die Verbesserung der Lebensbedingungen von Familien und Kindern, sondern auch durch Bewusstseinsbildung und rechtliche Regelungen zum Schwangerschaftsabbruch einschließlich des Strafrechts sichergestellt werden. Über die hierzu erforderlichen Schritte und deren Gestaltung gibt es zwischen den einzelnen Gruppierungen unterschiedliche Meinungen. Neben operativen Methoden werden auch medikamentös herbeigeführte Schwangerschaftsabbrüche abgelehnt.
Die Aktion Lebensrecht für Alle e. V. (kurz: ALfA e. V.) als größte Lebensrechtsorganisation Deutschlands setzt sich beispielsweise differenziert mit problematischen Ausnahmefällen, wie lebensbedrohlichen Umständen der Schwangerschaft für die Mutter, nicht gegebener Lebensfähigkeit des Kindes und Schwangerschaftsabbruch nach einer Vergewaltigung auseinander und sieht Entfernungen von Eileiterschwangerschaften nicht als Abtreibung an.

### Praktiken des Klonens
Die Lebensrechtsbewegung tritt gegen sämtliche Formen des Klonens und der hierfür notwendigen biotechnologischen Maßnahmen, beispielsweise das Herstellen und „Verbrauchen“ menschlicher Embryonen zu medizinischen Zwecken oder die Gewinnung von embryonalen Stammzellen, ein. Auch die Vernichtung „überzähliger“ Embryonen aus der In-vitro-Befruchtung wird abgelehnt. Dagegen wird die Forschung mit adulten Stammzellen ausdrücklich unterstützt, da hierfür lediglich Körperzellen eines geborenen Menschen verwendet werden, ohne dass diesem Menschen dadurch in irgendeiner Form geschadet wird.

### Präimplantationsdiagnostik und Pränataldiagnostik
Die Präimplantationsdiagnostik (PID), bei der im Reagenzglas befruchtete Eizellen vor der Übertragung in die Gebärmutter untersucht und bei entsprechendem Krankheitsbefund vernichtet werden, wird von der Lebensrechtsbewegung abgelehnt. Ebenso wird die während der Schwangerschaft durchgeführte Pränataldiagnostik nur insoweit akzeptiert, als sie dem Wohl von Mutter und Kind diene und nicht zur Selektion erwünschter Merkmale führe. Insbesondere der beispielsweise in Deutschland bei Vorliegen einer medizinisch-sozialen Indikation bis zur Geburt legale Spätabbruch wird von der Lebensrechtsbewegung unter anderem kritisiert, weil er eine Diskriminierung von Menschen mit Behinderung darstelle.

### Sterbehilfe
Darunter verstehen Lebensschützer insbesondere den Widerstand gegen jegliche Legalisierung aktiver Sterbehilfe. Allerdings ist die Grenze zwischen aktiver und passiver Sterbehilfe nicht immer klar zu ziehen. So haben sich Lebensrechtler in den USA und Italien vehement gegen das Abstellen von Beatmungsgeräten und künstlicher Ernährung bei jahrelang im Koma liegenden Patienten gewehrt. In der Schweiz streben sie ein Verbot oder zumindest eine restriktivere Regelung der Beihilfe zum Suizid an. Stattdessen fordern Lebensrechtsorganisationen den Ausbau der Palliativmedizin und die Verbesserung der Lebensbedingungen betroffener Menschen und ihrer Angehörigen.
Auch Organtransplantationen von hirntoten Organspendern werden von vielen Lebensrechtlern aufgrund ihrer Zweifel am Hirntodkonzept kritisch gesehen.

## Methoden

### Rhetorik
Abtreibungsgegner verwenden ein bestimmtes Framing und besetzen Begriffe, um Gesetze und die öffentliche Meinung über Schwangerschaftsabbrüche im Sinne der Ziele der Lebensrechtsbewegung zu beeinflussen. Mit der Selbstbeschreibung als „Pro Life“ (dt. „für das Leben“) wird suggeriert, dass die Befürworter der Legalisierung von Schwangerschaftsabbrüchen „Anti Life“, d. h. „gegen das Leben“, sind. Statt Blastozyste, Embryo, Fötus und anderer medizinischer Begriffe zur Beschreibung der verschiedenen Entwicklungsstufen verwenden Aktivisten die Bezeichnung „ungeborenes Kind“ oder „das Leben“ zusammen mit Adjektiven wie „wehrlos“. Eine andere Strategie ist es, statt von Frauen von Müttern zu sprechen und „Teilgeburtsabtreibung“ anstelle von „Spätabtreibung“ zu sagen.
Darüber hinaus verwenden Lebensrechtsaktivisten Begriffe wie „Mord“ im Zusammenhang mit Schwangerschaftsabbruch und vergleichen Abtreibung mit dem Völkermord an den Juden im Dritten Reich. Beispielhaft hierfür sind Formulierungen wie „neuer Holocaust“ oder „damals: Holocaust – heute: Babycaust“. US-amerikanische Lebensrechtsaktivisten vergleichen Schwangerschaftsabbruch außerdem mit Sklaverei, eine Analogie, die erstmals von Ronald Reagan im Jahr 1983 hergestellt wurde und seitdem von Republikanern wie Rick Santorum, Mike Huckabee und Michele Bachmann verwendet wird.

### Aufnahmen von Föten
Ein weiteres Mittel ist die Zurschaustellung von stark vergrößerten Aufnahmen abgetriebener Föten. Der Fötus wird dabei als ein vom Körper der Mutter und von der Technologie, die fötale Aufnahmen ermöglicht, losgelöster Mensch dargestellt. Die dargestellte Unabhängigkeit von der Mutter verstärkt die Botschaft von Abtreibungsgegnern, dass der Fötus ein autonomes Wesen ist, welches Anspruch auf Rechte unabhängig von der schwangeren Frau hat. Abbildungen beschädigter Föten sollen schockieren sowie Abscheu und Ablehnung von Schwangerschaftsabbruch hervorrufen. Dabei verwenden die Aktivisten auch Bilder weit entwickelter Föten, obwohl Abtreibungen nach dem ersten Trimenon selten sind. Alternativ stellen Lebensrechtler auch Bilder intakter Föten zur Schau. Hierbei soll nicht mehr schockiert, sondern die emotionale Identifikation zwischen einer schwangeren Frau und einem Fötus gefördert werden.
In mehreren Bundesstaaten der Vereinigten Staaten wurden infolge des Lobbyismus von Abtreibungsgegnern Gesetze verabschiedet, nach denen jede Frau, die einen Schwangerschaftsabbruch vornehmen lassen möchte, vorher eine Ultraschalluntersuchung vornehmen und sich die Aufnahmen zeigen lassen muss. Je nachdem, mit welcher Methode der Fötus früher abgebildet werden kann, wird entweder eine transvaginale oder abdominale Sonographie durchgeführt, für die die Frau selbst aufkommen muss, weil die Untersuchung medizinisch unnötig ist und daher nicht von Versicherungen übernommen wird. Die schwangere Frau erhält zusätzlich zum Ultraschallbild ausführliche verbale Beschreibungen der Aufnahme. Diese Gesetze basieren auf der Annahme, dass Frauen, die das Ultraschallbild sehen, sich gegen einen Schwangerschaftsabbruch entscheiden werden. In den Vereinigten Staaten existiert bisher (2010) keine Studie zu den Auswirkungen. Eine 2009 im European Journal of Contraception and Reproductive Health Care erschienene Umfrage aus zwei kanadischen Abtreibungskliniken ergab, dass 86 % der insgesamt 254 Frauen, welche die Aufnahme betrachteten, die Erfahrung als positiv erlebten. Mit zehn Frauen wurden Interviews geführt: Alle empfahlen, dass die Wahl, Ultraschallbilder der Föten zu sehen, jeder Frau vor einer Abtreibung zugestanden werden solle. Keine der Frauen entschied sich gegen den geplanten Schwangerschaftsabbruch. Da Föten im ersten Trimenon, in dem 90 % der Schwangerschaftsabbrüche in den USA stattfinden, kaum menschliche Züge aufweisen, finden einige Frauen die Bilder beruhigend.

## Aktivitäten

### Öffentliche Präsenz
Lebensrechtsaktivisten versuchen unter anderem durch Teilnahme an der politischen Willensbildung die rechtlichen und sozialen Bedingungen im Sinne der Ziele der Lebensrechtsbewegung zu beeinflussen. Beispielsweise wurden im Jahr 2011 in 14 Bundesstaaten der Vereinigten Staaten 70 Gesetze verabschiedet, die das Recht auf Schwangerschaftsabbrüche einschränken. Dazu gehört z. B. eine Bestimmung in Kansas, die medizinisches Personal dazu verpflichtet, den Fötus gegenüber der Frau als „ganzes, selbstständiges, einzigartiges, lebendes menschliches Wesen“ zu beschreiben, sowie ein Gesetz in South Dakota, das Frauen dazu verpflichtet, sich vor dem Schwangerschaftsabbruch in Schwangerschaftszentren der Lebensrechtsbewegung beraten zu lassen.
Hinsichtlich der Methoden, mit denen die unterschiedlichen Gruppen die beschriebenen Ziele zu erreichen versuchen, gibt es eine große Bandbreite innerhalb der Bewegung. In den USA kommen zum Teil auch drastischere Methoden, wie etwa das Blockieren von Krankenhäusern, in denen Schwangerschaftsabbrüche durchgeführt werden, zum Einsatz. Die 1986 von Randall Terry gegründete Organisation Operation Rescue („Operation Rettung“) war eine der ersten Lebensrechtsgruppen in den Vereinigten Staaten, die militante Mittel wie Einschüchterung und körperliche Belästigung nutzte, um Frauen und Ärzte tage- bis wochenlang am Betreten von Abtreibungskliniken, von den Aktivisten unter anderem als „Tötungszentren“ bezeichnet, zu hindern und sie in „Schwangerschaftsberatungen“ von der Abtreibung abzubringen, die sie als Kindesmord bezeichnen. 1991 blockierten die Aktivisten 46 Tage lang Abtreibungskliniken in Wichita (Kansas).

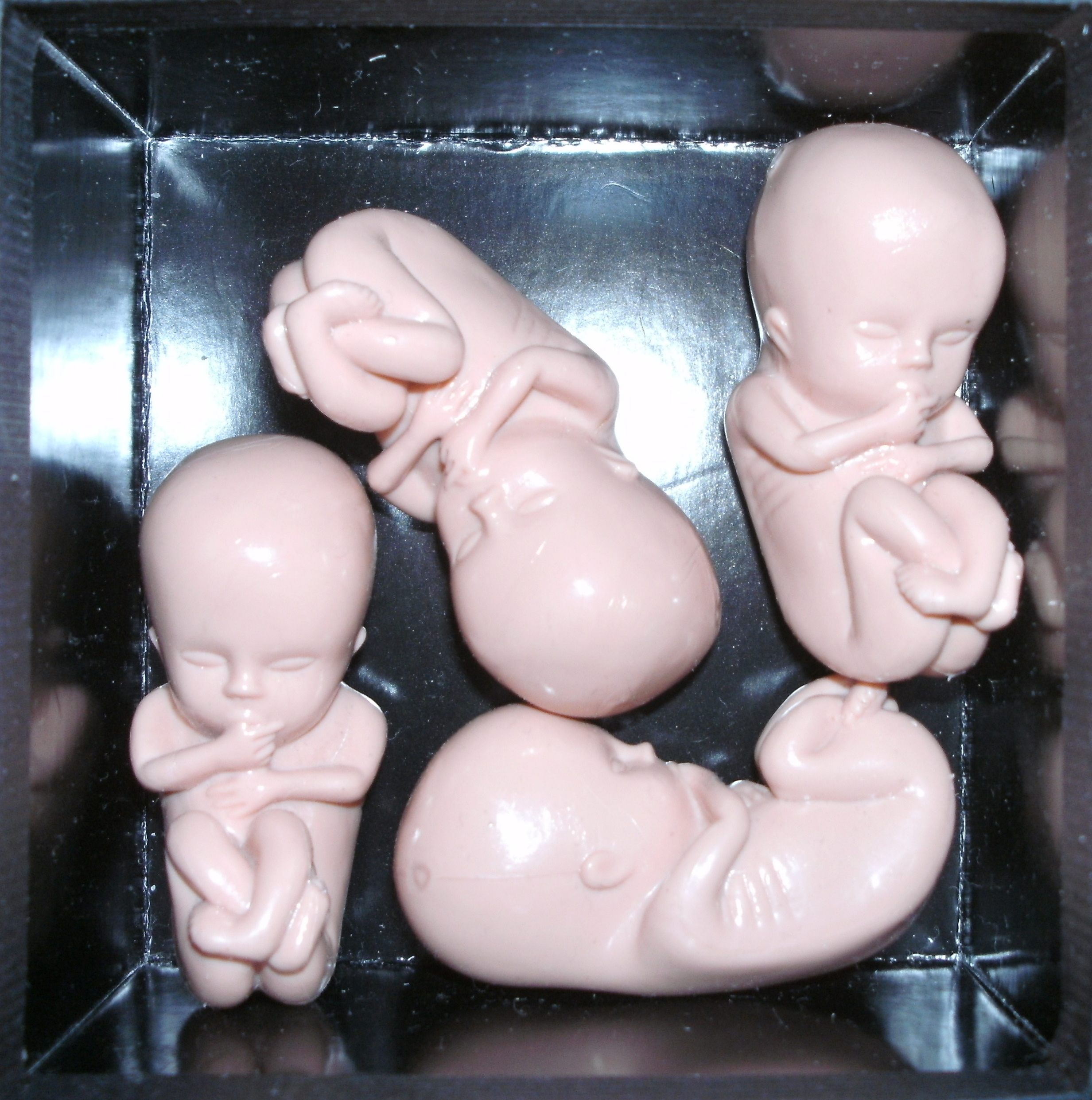
Kunststoffmodelle von etwa zehn Wochen alten Embryonen, die bei der „Embryonenoffensive“ verteilt werden

Als konkrete Beispiele für Aktionen von Abtreibungsgegnern in Deutschland kann man folgende Auflistung nennen:
- Die Organisation Aktion Leben stellt auf ihrer Internetseite Informationen zu verschiedenen Themen, darunter Abtreibung, Sterbehilfe, Bioethik, religiösen Fragen und anderen Themen bereit.[55]
- Abtreibungsgegner führen sogenannte „Gehsteigberatungen“ durch. Sie sprechen schwangere Frauen vor Beratungsstellen wie Pro Familia und Abtreibungskliniken gezielt an und geben ihnen Plastikföten, Broschüren und Flyer mit Abtreibungsbildern.[56][57][58]
- In sogenannten „Embryonenoffensiven“ verteilt der Verein Durchblick e. V. Kunststoff-Modelle von Embryos in der zehnten Schwangerschaftswoche an Haushalte. Die zehnte Schwangerschaftswoche wurde ausgewählt, weil laut dem Vorsitzenden des Vereins, Thomas Schührer, die meisten Abtreibungen in diesem Entwicklungsstadium des Embryos stattfinden.[59][60][61] Laut Destatis werden etwa 80 % der Schwangerschaftsabbrüche vor der zehnten Schwangerschaftswoche vorgenommen.[62]
- In mehreren Städten Europas veranstalten Abtreibungsgegner sogenannte „Märsche für das Leben“ und „1000-Kreuze“-Aktionen. Viele Protestierende tragen weiße Kreuze, die auf die Abtreibung von angeblich etwa 1000 Embryonen und Feten pro Tag hinweisen sollen.[63][64][65][66] Laut dem statistischen Bundesamt wurden 2012 in Deutschland 106.800 Schwangerschaftsabbrüche gemeldet, weniger als 500 pro Werktag.[67] Bei solchen Protestmärschen kommt es regelmäßig zu Gegendemonstrationen und Störungen.[63][64][68]
- Eine der wichtigsten Organisationen ist HazteOir (CitizenGO auf internationaler Ebene), deren Gründer Ignacio Arsuaga ist.[69] Sie wird als eine ultrakonservative[70] und ultrakatholische[71] Organisation beschrieben. Sie setzt sich für den Schutz der Familie, des Lebens und der Religionsfreiheit ein.[72][73]

### Beratungseinrichtungen
Viele Gruppen der Lebensrechtsbewegung sind sozial engagiert, beispielsweise in der Beratung und Betreuung schwangerer Frauen. In Deutschland sind dies beispielsweise der Verein „Die Birke“, der Verein "Pro Femina" und die „Aktion Lebensrecht für Alle“. In den USA existieren mehrere Tausend sogenannter Crisis Pregnancy Centers (CPC), in denen Lebensrechtsaktivisten schwangeren Frauen von Schwangerschaftsabbruch abraten. In Kanada gibt es nach Schätzungen aus 2008 etwa 200 dieser Zentren und damit mehr als Abtreibungskliniken. Viele CPC in den USA, Kanada und dem Vereinigten Königreich verwenden medizinisch nicht anerkannte Informationen über die vermeintlichen gesundheitlichen und psychischen Risiken von Schwangerschaftsabbrüchen. Eine Studie aus dem Jahr 2012 ergab, dass 92 (38 %) von 195 untersuchten Crisis-Pregnancy-Zentren in neun Bundesstaaten der Vereinigten Staaten auf ihren Webseiten medizinische Fehlinformationen verbreiteten, etwa in Form eines behaupteten Zusammenhangs zwischen Schwangerschaftsabbruch und psychischen Störungen (91 Zentren), Frühgeburt (49 Zentren), Brustkrebs (33 Zentren) und Infertilität (14 Zentren). Laut einer anderen Untersuchung aus demselben Jahr enthielten 31 (86 %) von 36 analysierten Zentren in South Carolina auf ihren Webseiten falsche Informationen, darunter eine angebliche Verbindung von Abtreibung mit „Post-Abortion Stress“. Außerdem ergaben Telefongespräche und Besuche in den Zentren, die Beratungen über Abtreibung und Abtreibungsrisiken anboten, dass Schwangerschaftsabbruch mit psychischen Problemen (26 %), Infertilität (26 %) und Brustkrebs (16 %) verknüpft würden. In den USA gab es Fälle von irreführender Werbung durch Crisis-Pregnancy-Zentren. Zum Beispiel annoncierten sie im Branchentelefonbuch verdeckt in der Rubrik der Abtreibungskliniken, um mehr Schwangere, die einen Schwangerschaftsabbruch erwögen, in die CPC zu locken. Darüber hinaus engagieren sich einzelne Lebensrechtler auch im sexualethischen Bereich, wobei sie häufig christliche Positionen vertreten.

## Kontroverse

### Wissenschaft
Nach den durch Lebensrechtsaktivisten in den 1990ern verübten Gewaltakten änderten Aktivisten ihre Strategie und Rhetorik. Lebensrechtsaktivisten behaupteten nun, dass ein Schwangerschaftsabbruch körperliche und psychische Erkrankungen bei Frauen verursache. Dieser Ansatz unterscheidet sich von dem auf den Fötus zentrierten Diskurs, bei dem der abgetriebene Fötus als ermordetes Kind und die Mutter als unmoralische Mörderin dargestellt wird. Mithilfe der auf Frauen zentrierten Strategie sollen Lebensrechtsaktivisten als Beschützer statt als Kritiker von Frauen, die einen Schwangerschaftsabbruch in Erwägung ziehen, neu positioniert werden.
Lebensrechtsaktivisten behaupten unter anderem, dass ein Schwangerschaftsabbruch Brustkrebs und psychische Störungen verursacht. Medizinische Vereinigungen wie die Weltgesundheitsorganisation, der American Congress of Obstetricians and Gynecologists, das National Cancer Institute, die American Cancer Society sowie das Royal College of Obstetricians and Gynaecologists bestreiten einen kausalen Zusammenhang zwischen Schwangerschaftsabbruch und Brustkrebs. Nach Angaben des Deutschen Krebsforschungszentrums stellen Schwangerschaftsabbrüche kein Krebsrisiko dar. Vielmehr seien „einige Beiträge von Abtreibungsgegnern trotz der mangelnden wissenschaftlichen Fakten regelrecht ausgeschlachtet“ worden, „um gegen Schwangerschaftsabbrüche – auch legale – zu Feld zu ziehen.“
Als Post-Abortion-Syndrom (PAS) bezeichnen Lebensrechtsaktivisten die angeblichen psychischen Störungen infolge eines Schwangerschaftsabbruchs. Dieses wird von keiner medizinischen und psychologischen Vereinigung als Syndrom anerkannt. Das PAS ist weder in der ICD noch im DSM als Störung klassifiziert. Systematische Übersichtsarbeiten der American Psychological Association und des National Health Service haben gezeigt, dass eine einmalige Abtreibung innerhalb der ersten drei Monate das Risiko für die Entwicklung psychischer Störungen nicht erhöht. Weitere systematische Übersichtsarbeiten kamen zu ähnlichen Ergebnissen. Das PAS wird auch von deutschen Lebensrechtsgruppen wie der Aktion Lebensrecht für Alle auf ihren Internetseiten behauptet.
Die als Nidationshemmer bezeichneten und von der Lebensrechtsbewegung abgelehnten Mittel zur Empfängnisregelung wirken nach gegenwärtiger wissenschaftlicher Auffassung vorwiegend durch eine Verhinderung des Eisprungs, Beeinträchtigung des Transports der Eizelle im Eileiter sowie Beeinträchtigung der Beweglichkeit der Spermien. Es ist auch argumentiert worden, dass die von der Lebensrechtsbewegung propagierten natürlichen Methoden der Empfängnisverhütung, wie etwa die symptothermale Methode, für eine weitaus größere Anzahl „vernichteter Embryonen“ sorgen könnten als die von der Lebensrechtsbewegung gegenwärtig kritisierten Verhütungsmittel.

### Gesellschaft
Das menschliche Leben findet nach Ansicht der Lebensrechtsbewegung mit dem natürlichen Tod sein Ende. Kritiker bemängeln, es sei unklar, was unter dem Begriff „natürlicher Tod“ zu verstehen sei. So bezeichnet der Schweizer Bundesrat in seiner Botschaft zur Volksinitiative „für das Recht auf Leben“ diese Definition vom Ende des Lebens als fragwürdig, unbestimmt, wissenschaftlich unrichtig.
Vergleiche mit Mord, Holocaust und Sklaverei werden als irreführend und als Verharmlosung des Holocausts und von Sklaverei kritisiert.
In Deutschland ist die indizierte Webseite babycaust.de ein Beispiel hierfür. Einige Organisationen und Befürworter der Lebensrechtsbewegung distanzieren sich jedoch von derartigen Methoden. So kritisiert Alexandra Maria Linder als Vorsitzende des Bundesverband Lebensrecht e. V. (BVL), dem größten deutschen Dachverband der Bewegung, babycaust.de in einer Diskussion der Stern-DISKUTHEK. Der babycaust.de-Betreiber, die „Initiative Nie wieder“ ist außerdem kein Mitglied im BVL. Die Süddeutsche Zeitung kommt zu der Einschätzung, dass der BVL die „Initiative Nie wieder“ als nicht seriös beurteilt. Das christliche Medienmagazin PRO, dass sich offen für die Ziele der Lebensrechtsbewegung ausspricht, bezeichnet die Webseite babycaust.de als „so radikal, dass man sie nur ablehnen kann.“ Als die deutsche Zentrumspartei in einem Flugblatt mit Bezug zum Thema Lebensschutz und der Aufschrift „Abtreibung macht frei“ Schwangerschaftsabbrüche mit dem Holocaust verglich kritisierten sowohl der BVL, als auch die offen Pro-Life gerichtete Evangelische Allianz in Deutschland die Aktion. Der BVL betonte, dass derartige Standpunkte nicht mit der seriösen Lebensrechtsbewegung in Deutschland vereinbar seien.
Kritiker stellen die Glaubwürdigkeit der Lebensrechtsbewegung und der von ihr vertretenen Lebensschutz-Philosophie unter Hinweis auf deren mangelhaftes Engagement gegen die Todesstrafe, für schärfere Waffengesetze und Organisationen wie Planned Parenthood in Frage und argumentieren, dass Schwangerschaftsabbrüche in manchen Situationen notwendig seien, um das Leben schwangerer Frauen zu retten. Solche Schwangerschaftsabbrüche seien in diesem Sinne auch „pro-life“.
Insbesondere von feministischer Seite wird Lebensschützern vorgeworfen, sie würden dem ungeborenen Leben den Vorrang geben und die Frauen zum Objekt degradieren. Sie kümmerten sich lieber um das ungeborene als um das geborene Leben. Eine Studie ergab, dass es Kindern in Staaten mit strikter Abtreibungspolitik in puncto Gesundheit und Wohlergehen schlechter geht als Kindern in Staaten mit liberalen Regelungen von Schwangerschaftsabbrüchen. Ungewollte und unerwünschte Kinder, die unter unmenschlichen Bedingungen aufwachsen müssten, seien ihnen ebenso egal wie überforderte und unwillige Mütter und die Folgen davon für Kinder und Mütter. Lebensschützer weisen diese Kritik mit dem Argument zurück, gerade sie seien in Vereinen tätig, die hilfsbedürftigen Müttern unter die Arme greifen und sich für eine Verbesserung der Möglichkeiten für Mütter einsetzen, um ihnen ein Leben mit dem Kind zu ermöglichen. Allerdings haben sich Lebensrechtler verschiedentlich gegen Maßnahmen zur Vereinbarkeit von Beruf und Familie (z. B. Kindertagesbetreuung) eingesetzt, da sie ein traditionelles Familienbild vertreten. Kritiker bezeichnen den Standpunkt von Lebensrechtsaktivisten als widersprüchlich. Einerseits engagieren sich Lebensschützer für das Leben von Föten, andererseits fordern sie Kürzungen von Medicaid-Programmen wie dem Children’s Health Insurance Program, welches Millionen von bedürftigen Kindern in Amerika mit Versicherungsschutz versorgt.
Kritisiert wird auch, dass die Lebensrechtsbewegung die Diskussion um die Rechte von Frau und Fötus verschärfend emotionalisiert habe, indem sie mit Bildern von Föten und Filmen wie Der stumme Schrei und Unplanned, mit eigenen Radio- und Fernsehsendungen den Zugang zur Massenkultur eröffnet habe. Das habe eine nachhaltige Verschiebung der Wahrnehmung von Schwangerschaft eingeleitet, die die Frau zu einem „Behälter“ eines mit Rechten, Persönlichkeitsmerkmalen und Schutzansprüchen ausgestatteten Embryos degradiert habe.
Monika Frommel führt aus, dass alle modernen Rechtskulturen dasselbe Ziel anstrebten: „eine praktische Konkordanz von Lebensschutz auf der einen und Achtung der Persönlichkeitsrechte der betroffenen Frau auf der anderen Seite.“ Das ungeborene Kind werde mit der Frau geschützt, nicht gegen sie und nicht gegen ihren Willen.
Im Jahr 2018 zeigt das Autorenkollektiv Eike Sanders, Kirsten Achtelik und Ulli Jentsch in ihrem Buch „Kulturkampf und Gewissen“, dass einige Teile der Lebensrechtaktivisten oft mit rechtspopulistischen Parteien zusammen arbeiteten: "Die 'Lebensschutz'-Bewegung befindet sich […] in Übereinstimmung mit denjenigen Teilen der extremen Rechten, die einen Kulturkampf von rechts gegen die angebliche »Islamisierung Europas« führen – welchen die Alternative für Deutschland (AfD) ebenso beschwört wie die Pegida-Bewegung – oder den 'culture wars', die von der Trump-Administration und ihren Sympathisant*innen geführt werden. Indem die 'Lebensschutz'-Bewegung sich an die heutigen Verhältnisse anpasst, will sie auch vom rechten Aufschwung profitieren und der Säkularisierung der Gesellschaft neu begegnen: Einerseits stilisiert sie Christ*innen als bedrohte und damit als schützenswerte Minderheit und delegitimiert Kritik an ihnen; andererseits werden parallel naturwissenschaftliche, medizinethische und juristische Argumentationen und Strategien betont."

### Denunziation
Im Januar 2013 wurde bekannt, dass in Köln eine Privatdetektivin im Auftrag von radikalen Lebensschützern katholische Kliniken bzw. ihre Notfallambulanzen aufgesucht hatte. Sie hatte um die „Pille danach“ gebeten und Einrichtungen, die ihren Wunsch erfüllten, beim Erzbistum Köln denunziert. Organisiert wurde die Aktion von ProLife-Mitgliedern, finanziert wurde sie von der Wiesbadener Krankenkasse BKK IHV im Rahmen eines damals noch bestehenden Vertrags mit ProLife. Im Internetportal gloria.tv wurden „in denunziatorischem Duktus“ die Namen der behandelnden Ärzte genannt. In der Folge wurden zwei Vergewaltigungsopfern in katholischen Krankenhäusern Behandlung und Beweissicherung verweigert.
Im Konflikt um die Vergabe der „Pille danach“ an katholischen Krankenhäusern schlossen sich die Bischöfe in Nordrhein-Westfalen einer Erklärung des Erzbistums Köln an, wonach das Angebot einer „Pille danach“ Teil der Behandlung von Frauen nach einer Vergewaltigung sein könne. Daraufhin zeigte die englischsprachige Version von Gloria.tv mehrere Bischöfe in einer Montage mit Hakenkreuzen.

### Gewalt
Angriffe auf Abtreibungskliniken und medizinisches Personal werden vom Federal Bureau of Investigation und dem Canadian Security Intelligence Service als inländischer, „single issue“ Terrorismus definiert. Solche Gewalt wird in akademischen Arbeiten auch als beschränkt politisch motivierter Terrorismus beschrieben.
Insbesondere in den USA versucht eine radikale Minderheit von Abtreibungsgegnern seit den 1970er Jahren ihre Ziele durch kriminelle Aktionen wie Bombenanschläge, Mord und Mordversuche an Ärzten sowie Belagerung und Belästigung der Patientinnen von Familienplanungszentren zu erreichen. Statistische Angaben über das Ausmaß und die Einordnung der Gewalttaten schwanken. Nach Angaben des amerikanischen Verbands der Abtreibungs-Anbieter, der National Abortion Federation, wurden in diesem Zusammenhang in den USA und Kanada zwischen 1977 und 2009 acht Menschen ermordet. Es gab 17 Mordversuche, 41 Bombenattentate und 175 Brandstiftungen. Nach Angaben einer Studie aus 2011 wurden zwischen 1973 und 2003 in den Vereinigten Staaten über 300 Akte extremer Gewalt einschließlich Brandstiftung, Bombenattentate, Mordversuche und Angriffe mit Buttersäure gegen Abtreibungsanbieter verübt.
Die National Coalition for Life and Peace hat derartige Aktionen öffentlich verurteilt und distanziert sich deutlich von jeglicher Form von Gewalt.